# إيفانو مافيي
إيفانو مافيي (بالإيطالية: Ivano Maffei)‏ هو دراج إيطالي، ولد في 24 سبتمبر 1958 في سان مينياتو في إيطاليا.

## وصلات خارجية
- إيفانو مافيي على موقع أرشيف الدراجات (الإنجليزية)
- إيفانو مافيي على موقع إحصائيات الدراجات الإحترافية (الإنجليزية)
- إيفانو مافيي على موقع CycleBase (الإنجليزية)
- إيفانو مافيي على موقع اللجنة الأولمبية الدولية (الإنجليزية)
- إيفانو مافيي على موقع أوليمبيديا (الإنجليزية)